# Jura (departamento)
Jura é um departamento francês, da região do Borgonha-Franco-Condado. O seu nome vem da cadeia de montanhas Jura. Foi-lhe atribuído o número 39.